# Чумарна Марія Іванівна
Марі́я Іва́нівна Чума́рна (Чепурко; нар. 19 серпня 1952, село Рекшин Бережанського району Тернопільської області) — українська поетеса, педагог, журналістка, громадська і культурна діячка. Членкиня Національної спілки письменників України. Засновниця авторської українознавчої школи. Дружина поета і письменника Богдана Чепурка.

## Біографія
1975 року закінчила філологічний факультет Львівського університету. 
У місті Збараж працювала вчителькою, літературним працівником і завідувачкою відділу листів районної газети, керувала літературною студією «Заспів». Працювала журналісткою у місті Сколе Львівської області. У Львові працювала в обласній організації товариства книголюбів, у редакціях багатотиражної газети, заводського радіомовлення у виробничому об'єднанні «Мікроприлад».
Від 1991 року засновниця та директор Приватної авторської школи Марії Чумарної. У 2000—2006 роках була директором авторської школи «Тривіта». Від 2006 року працює редактором і ведучою авторських програм «Літературний Львів» і «Феномен України» на Львівському телебаченні.
Науковий керівник освітньо-методичного центру «Родина» (1991). Член жіночої асоціації «Взаємодія» (1998) і Ради Всеукраїнського товариства імені Григорія Ващенка (від 2000 року).

### Творчість
Авторка:
- поетичних збірок «Сонячна музика» (1982), «Земля між вогнями» (1986), «З глибин» (1991), «Стрітення» (2000), «Вихід» (2002);
- наукових розвідок «Педагогіка любові», «Мандрівка в українську казку» та «З початку світу. Україна в символах»;
- афоризмів «Думки навздогін».

### Відзнаки
Лауреат літературної премії «Благовіст» (2005).